# Fournier (nom de famille)
Pour les articles homonymes, voir Fournier.
Cette page présente le nom de famille Fournier ainsi que ses variantes.
Fournier est un patronyme français.

## Origine
Le patronyme Fournier est issu du nom commun fournier (attesté forneir dès 1143), lui-même de l'ancien français forn « four », d'où four, après chute régulière de [-n] en finale absolue, suivi du suffixe -ier servant à former des noms d'agent, d'où le sens de « celui qui tient un four banal, boulanger ». Comparer pour la phonétique avec jorn > jour, dérivé en -ée : jornee > journée.

## Variantes
Des variantes régionales du nom de famille Fournier existent, comme Forner, Forné de Catalogne, Fournié d'Ariège, Fourniez et Fornier du Pas-de-Calais, du Nord et du Vaucluse, ainsi que Lefournier en Normandie occidentale.

## Popularité
En 2017, il s'agit du 19e nom de famille le plus porté en France. 
S'il s'agit d'un patronyme très répandu aussi bien sur le territoire français qu'au Canada, essentiellement au Québec, la plupart des Fournier sont originaires des Hauts-de-France.

## Personnalités portant ce patronyme
- Adrien Fournier (1978-), écrivain français et auteur de bande dessinée ;
- Aimée Fournier de Horrack (1876-1952), entomologiste française ;
- Alain Fournier  ;
  - Alain Fournier dit A. D. G. (1947-2004), journaliste et écrivain français ;
  - Alain Fournier (1970-), photographe animalier français ;
  - Alain Fournier (en) (1943-2000), chercheur en infographie ;
  - Alain-Fournier, pseudonyme d'Henri-Alban Fournier (1886-1914), écrivain français, auteur du roman Le Grand Meaulnes ;
- Alain-Adrien Fournier (1931-1983), peintre, aquarelliste et graveur français ;
- Alban Fournier (1842-1904), médecin vosgien, animateur d'associations, historien, président du Club alpin (section des Vosges)
- Albert Fournier (1882-1971), député français ;
- Alexis Jean Fournier (en) (1865-1948), peintre américain ;
- Alfred-Victor Fournier (1872-1924), peintre français ;
- Alix Fournier (1864-1897), compositeur français ;
- Alphonse Fournier (1893-1961), ministre et député québécois ;
- Amédée Fournier (1912-1992), coureur cycliste français ;
- Ángel Fournier (1987-2023), rameur cubain ;
- Antoine Fournier de Tony (1759-1827), écrivain français et maire de Vesse ;
- Bastien Fournier (1981-), écrivain suisse ;
- Bénigne Fournier (1897-1957), sénateur français ;
- Bernard Fournier (1943-), musicologue français ;
- Bernard Fournier (1946-), sénateur français ;
- Bertile Fournier (1935-2011), harpiste française ;
- Brice Fournier (1966-), acteur français ;
- Camille Fournier (1905-1989), actrice suisse ;
- Caroline Fournier (1975-), athlète mauricienne ;
- Carolyn Shuster Fournier (1956-), organiste et musicologue franco-américaine ;
- Casimir Fournier (1826-1887), sénateur français ;
- Catherine Fournier  ;
  - Catherine Fournier (1955-), femme politique française ;
  - Catherine Fournier (1992-), femme politique canadienne ;
- Charles Fournier  ;
  - Charles Fournier des Ormes (1777-1850), peintre français ;
  - Charles Fournier (1810-1889), député français, maire de La Rochelle ;
  - Charles-Alphonse Fournier (1871-1941), député québécois ;
  - Charles Fournier (1968), député français.
- Claire Fournier (1972), journaliste française de télévision ;
- Claude Fournier  ;
  - Claude Fournier (1951-), pilote français de rallye-raid ;
  - Claude Fournier (1931-), réalisateur québécois ;
  - Claude Fournier (1880-1916), sergent mort à Verdun dont le corps a été retrouvé en 2015, et authentifié grâce à l'ADN ;
- Claude Fournier l'Américain (1745-1825), révolutionnaire français ;
- Crystel Fournier (?-), directrice de la photographie française ;
- Daniel Fournier (1942-), physicien français -
- Danielle Fournier (1955-), écrivaine québécoise ;
- Dollard Fournier (1909-1997), capitaine québécois -
- Edgar Fournier (1908-1994), député et sénateur canadien ;
- Edmund Edward Fournier d'Albe (1868-1933), physicien, astrophysicien et chimiste irlandais ;
- Édouard Fournier (1819-1880), écrivain, dramaturge et historien français ;
- Émile Fournier (1889-1970), sénateur français ;
- Emmanuel Fournier (1959-2022), philosophe et dessinateur français ;
- Éric Fournier  ;
  - Éric Fournier (1959-), diplomate français ;
  - Éric Fournier (1965-), homme politique français ;
- Ernest Fournier de Flaix (1824-1904), économiste et journaliste français ;
- Eugène Fournier (1871-1941), spéléologue et géologue français ;
- Eugène Pierre Nicolas Fournier (1834-1884), botaniste français ;
- Evan Fournier (1992-), joueur international français de basket-ball ;
- Fabien Fournier (1982-), acteur, réalisateur et scénariste français ;
- Félix Fournier (1803-1877), évêque et député français ;
- Fernand Fournier, homme politique français ;
- Fernand Fournier-Aubry (1901-1972), aventurier français ;
- François Ernest Fournier (1842-1934), amiral français ;
- François Fournier  ;
  - François Fournier (1950-), banquier français ;
  - François Fournier (1846-1917), faussaire de timbres ;
  - François Fournier (1866-1941), homme politique français ;
- François Fournier de Pescay (1771-1833), chirurgien français ;
- François Fournier-Sarlovèze (1773-1827), comte et général d'Empire français ;
- François Fournier-Verrières (1741-), général de brigade français ;
- François Joseph Fournier (1857-1935), autodidacte belge ;
- Frank Fournier (1948-), photographe français ;
- Gabriel Fournier (1893-1963), peintre français. ;
- Gaston Émile Fournier (1873-1960), général français ;
- Georges Fournier  ;
- Gérard Fournier dit « Papillon » (1946-1989), chanteur français ;
- Ghislain Fournier (1938-), député québécois ;
- Guillaume Fournier (1968-), traducteur français ;
- Guy Fournier (1962-), joueur et entraîneur franco-canadien de hockey sur glace ;
- Guy Fournier (1931-), acteur et scénariste québécois ;
- Hélène Fournier (1904-1994), résistante française ;
- Henri Fournier  ;
  - Henri Fournier (1800-1888), écrivain et imprimeur français ;
  - Henri Fournier (1830-1904), député et sénateur français ;
  - Henri Fournier (1871-1919), pilote automobile, coureur cycliste, pilote de vitesse moto et aviateur français ;
- Henry Fournier (1876-1954), peintre et illustrateur Français ;
- Henry Fournier-Foch (1912-2006), militaire français ;
- Hippolyte Fournier (1853-1926), artiste français ;
- Hubert Fournier (1967-), footballeur et entraîneur français ;
- Hugues Fournier (1821-1889), ambassadeur et sénateur français ;
- Jack Fournier (1892-1966), joueur canadien de hockey sur glace ;
- Jacques Fournier  ;
  - Jacques Fournier (1925-2025), prêtre catholique, chanoine de la cathédrale Notre-Dame de Paris ;
  - Jacques Fournier (1929-2021), haut fonctionnaire français ;
  - Jacques Fournier (1959-), poète français.
  - Jacques Fournier (1953-), policier français ;
  - Jacques Fournier (1921-2003), syndicaliste français ;
- Jean Antoine Fournier (1761-1818), diplomate français ;
- Jean Baptiste Fortuné de Fournier (1797-1864), peintre français ;
- Jean Fournier  ;
  - Jean Fournier (1935-), joueur de football français ;
  - Jean Fournier (19?-), collaborateur à la télévision québécoise ;
  - Jean Fournier (1617-1678), maire de Nantes de 1654 à 1655 ;
  - Jean Fournier (1703-1754), artiste peintre français ;
  - Jean Fournier (1917-1961), compagnon de la Libération ;
- Jean Fournier de Bellevue (1861-1904), professeur de théologie ;
- Jean Fournier de Varennes (16?-1714), officier français et colon de Saint-Domingue (1675) ;
- Jean Léon Fournier de Carles de Pradines (1673-1748), gouverneur colonial français de la Grenade ;
- Jean-Alfred Fournier (1832-1914), médecin dermatologue français ;
- Jean-Baptiste Fray-Fournier (1764-1835), chirurgien militaire français ;
- Jean-Claude Fournier (1943-), dessinateur français de bande dessinée ;
- Jean-François Fournier (1966-), journaliste et écrivain suisse ;
- Jean-Jacques Fournier de Varennes (1739-1794), grand propriétaire et planteur de canne à sucre à Saint-Domingue ;
- Jean-Louis Fournier  ;
  - Jean-Louis Fournier (1938-), écrivain, humoriste et réalisateur français ;
  - Jean-Louis Fournier (1774-1847), général français ;
  - Jean-Louis Fournier (1769-1841), homme politique français ;
  - Jean-Louis Fournier (1887-1968), homme politique français ;
- Jean-Luc Fournier  :
  - Jean-Luc Fournier (1958-2001), joueur de football français.
  - Jean-Luc Fournier (1956-), skieur suisse ;
- Jean-Marc Fournier  :
  - Jean-Marc Fournier (né en 1959), homme politique québécois ;
  - Jean-Marc Fournier (né en 1966), aumônier militaire français ;
- Jean-Paul Fournier (1945-), maire de Nîmes et sénateur français ;
- Jean-René Fournier (1957-), député suisse ;
- Jean-Vincent Fournier (1960), acteur et scénariste québécois ;
- Jeanick Fournier, chanteuse québécoise, gagnante de la deuxième saison de Canada's Got Talent ;
- Joseph Anthelme Fournier (1854-1928), général français ;
- Joseph Fournier (1905-1992), sénateur canadien ;
- Joseph-Xavier Fournier (1872-1949), archiviste français ;
- Juan César Mussio-Fournier (1890-1961), neurologue, endocrinologue, médecin et ministre uruguayen ;
- Jules Fournier (1884-1918), journaliste, écrivain et critique littéraire québécois ;
- Julie Fournier (1982-), actrice québécoise ;
- Julien Fournier (1974-), dirigeant français de football ;
- Juliette Fournier (1985-), illustratrice et auteure française de bande dessinée ;
- Laure Fournier (1990-), judokate franco-britannique ;
- Laurent Fournier (1964-), footballeur international et entraîneur français ;
- Louis Édouard Fournier (1857-1917), peintre, mosaïste, graveur et illustrateur français ;
- Louis Jacques Marie Fournier (1786-1862), député français ;
- Marc Fournier (1994-), coureur cycliste français ;
- Marc-André Fournier (1979-), joueur serbo-québécois de hockey sur glace ;
- Marcel Fournier  ;
  - Marcel Fournier, acteur québécois ;
  - Marcel Fournier (1946-), historien et généalogiste québécois ;
  - Marcel Fournier (1914-1985), cofondateur du groupe Carrefour ;
  - Marcel Fournier (1856-1907), archiviste-paléographe, docteur en droit, fondateur de la Revue politique et parlementaire ;
  - Marcel Fournier (1945-), sociologue québécois ;
- Marie-Hélène Fournier (1963-), pianiste et compositrice française ;
- Martial Fournier, évêque d'Évreux au XIVe siècle ;
- Martine Fournier (1965-), députée belge, bourgmestre de Menin ;
- Maurice Fournier (1933-2024), athlète français ;
- Michel Fournier 
  - Michel Fournier (1944-), parachutiste français ;
  - Michel Fournier (1950-), maire des Voivres ;
- Michèle Fournier-Armand (1946-), députée française ;
- Narcisse Fournier (1803-1880), écrivain et dramaturge français ;
- Ovila Fournier (1899-1974), naturaliste québécois ;
- Pascal Fournier (1958-), footballeur français ;
- Paul Fournier (1859-1926), sculpteur et écrivain français ;
- Paul Fournier (1853-1935), historien français ;
- Paul-Victor Fournier (1877-1964), botaniste français ;
- Philippe Fournier  ;
  - Philippe Fournier (1958-), écrivain, scénariste et auteur dramatique français ;
  - Philippe Fournier (1818-1886), personnalité politique suisse ;
- Pierre Fournier  ;
  - Pierre Fournier (mort en 1575), évêque de Périgueux ;
  - Pierre Fournier (1952-), scénariste et dessinateur de bande-dessinée français ;
  - Pierre Fournier (1949-2022), scénariste et dessinateur de bande-dessinée québécois ;
  - Pierre Fournier (1937-1973), journaliste et dessinateur de Hara-Kiri, de Charlie-Hebdo, militant écologiste et pacifiste et fondateur de La Gueule ouverte ;
  - Pierre Fournier (1906-1986), violoncelliste français ;
  - Pierre Fournier des Corats (1884-1953), sculpteur français ;
  - Pierre Fournier (1916-1997), écrivain français, spécialiste des biographies et de la nature ;
- Pierre-André Fournier (1943-2015), archevêque québécois ;
- Pierre Baltazar Fournier (1802-1870), professeur français ;
- Pierre-Eugène Fournier (1882-1972), gouverneur de la Banque de France, président de la SNCF ;
- Pierre-François Fournier (1885-1986), archiviste, archéologue et historien français ;
- Pierre-Simon Fournier (1712-1768), graveur et fondeur de caractères français ;
- Rafael Ángel Calderón Fournier (1949-), président de la République du Costa Rica de 1990 à 1994 ;
- Raymond Fournier-Sarlovèze (1836-1916), historien de l'art français ;
- Rémi Fournier (1983-), footballeur français ;
- René Fournier (1932-), coureur cycliste français ;
- René Fournier (1921-), personnalité de l'aviation française, créateur des avions Fournier ;
- Robert Fournier-Sarlovèze (1869-1937), député français ;
- Roger Fournier  ;
  - Roger Fournier (1929-2012), écrivain et réalisateur québécois
  - Roger Fournier (1905-1967), sénateur français
- Ron Fournier (1949-), animateur de radio, journaliste, commentateur sportif et arbitre de hockey sur glace québécois ;
- Roy Fournier (1921-1991), avocat, juge et homme politique québécois ;
- Roxane Fournier (1991-), coureuse cycliste française ;
- Sarto Fournier (1908-1980), maire de Montréal et parlementaire québécois ;
- Sébastien Fournier  ;
  - Sébastien Fournier, contre-ténor français ;
  - Sébastien Fournier (1971-), footballeur et entraîneur suisse ;
- Simon Fournier-Faucher (1848-1915), maire de Dijon ;
- Télesphore Fournier (1823-1896), juge et parlementaire québécois ;
- Thomas Le Fournier (1675-1743), historien français ;
- Vernel Fournier (1928-2000), batteur de jazz américain ;
- Yves Christian Fournier (1973-), monteur, scénariste et réalisateur québécois ;
- Zaza Fournier (1985-), chanteuse française.